# Eric Anthoni
Eric Gustav Anthoni, född den 20 november 1893 i Helsingfors, död där den 27 april 1978, var en finländsk historiker och genealog.
Anthoni var  professor i nordisk historia vid Åbo Akademi 1943–1949 och professor i historia vid Helsingfors universitet 1949–1962 samt huvudredaktör för Historisk Tidskrift för Finland från 1925 till 1969.

## Historiska dispyter
I Finland fanns på 1930-talet två skolor inom historievetenskapen. Den ena var den finsknationella, vars huvudfråga var huruvida Finland hade existerat som en separat del av det svenska riket redan före skilsmässan 1809. Dispyten hade sina rötter i språkstriden mellan den gamla svenskspråkiga eliten och en uppstigande fennomansk flygel, som krävde att majoritetsspråket finskan skulle ersätta svenskan som offentligt språk. Fennomanerna hävdade att Finland hade sin egen historia och kultur sedan förhistorisk tid, medan den andra skolan vägrade att erkänna ett sådant nationellt förflutet. Eric Anthoni tillhörde tillsammans med Bruno Lesch och P. O. von Törne den grupp som följde den kritiska empirism som började få fotfäste vid de svenska universiteten i Lund och Uppsala. Trots detta blev det finsknationella paradigmet ohotat fram till efterkrigstiden. Jalmari Jaakkola, Väinö Voionmaa, Arno R. Cederberg och Einar W. Juva innehade de ledande lärostolarna, utbildade majoriteten av studenterna, skrev om centrala nationella frågor på ett levande sätt och hade därmed en vida större läsekrets än sina svenskspråkiga kritiker. 
En av dispyterna mellan skolorna ifråga ägde rum i slutet av 1930-talet, då Anthoni utgav en monografi om klubbekriget. Anthoni betecknade den finsknationella tolkningen av upproret som en finsk-svensk konflikt som anakronistisk och betonade istället maktkampen vid hovet och den sociala spänningen mellan den regionala aristokratin och bönderna. Einar W. Juva kritiserade då Anthoni för att negligera upprorets nationella dimension och för att ha missat chansen att se på krisen från inhemsk synpunkt, dvs. det området som var "förutbestämt" att bli Finland. Max Engman har påpekat att de finlandssvenska historikerna i själva verket kämpade mot två nationella projekt. Även i Sverige började historiker analysera historien utifrån de politiska gränserna som gällde efter 1905. Finland blev bortglömt. 
Eric Anthonis specialområde är 1500-talet. År 1970 skärskådade han det medeltida finländska frälsets uppkomst och sammansättning. Huruvida gamla fornfinska hedniska stormannaätter hade kunnat uppgå i det nybildade frälset diskuterades ivrigt av den äldre finska forskningen med Jalmari Jaakkola i spetsen. Anthoni, som gjorde banbrytande utforskning om frälset i Finland under medeltiden och 1500-talet, ansåg att något svar på frågan inte kunde ges. En stor del av namnen på de kända frälsemännen lämnar inget besked om vederbörandes ursprung.